# ボコロ空港
ボコロ空港（ボコロくうこう）はチャドのハジェル＝ラミ州、ボコロ周辺に位置する公共利用の空港である。

## 関連記事
- チャドの空港の一覧